# هدرانجاوية
الهدرانجاوية (الاسم العلمي: Hydrangeeae) هي قبيلة من النباتات تتبع الفصيلة الهدرانجية من رتبة القرانيات.

## أجناس الهدرانجاوية
- الهدرانج
- الدكروة